# Adínaton
Una adínaton (del grec ἀδύνατον, impossible) és una hipèrbole impossible o una enumeració d'exageracions que fan que no sigui viable allò que s'explica o descriu. S'usa com a recurs literari per lloar o atacar una figura o entitat i també en refranys i dites que denoten incredulitat per part de l'emissor, com afirmar que quelcom passarà "quan les vaques volin". S'ha emprat històricament a la literatura sobretot per intentar descriure la bellesa de la dama o la magnitud de l'amor.